# Studio Museum in Harlem

Studio Museum in Harlem är ett museum i Harlem, Manhattan i New York, USA. Museet visar afrikansk konst.